# De gyldne bjerge i Altaj
De gyldne bjerge i Altaj blev optaget på UNESCOs verdensarvsliste i 1998 i henhold til kriterierne (x). De gyldne bjerge er beliggende i Altaj bjergene, og består af Katun naturreservatet, søen Teletskoye, bjerget Belukha og Ukokplateauet. UNESCOs beskrivelse af området starter: "regionen repræsenterer det mest komplette forløb af vegetationszoner i forskellig højde i det centrale Sibirien, fra steppe, skov-steppe, blandet skov, subalpin vegetation til alpin vegetation".
I beskrivelsen nævner UNESCO også Altaj bjergenes betydning for beskyttelse af globalt truede pattedyr som sneleopard og Altaj argali (en art bjergfår). Området dækker et stort område på 16.175 km² ikke langt fra hvor grænserne for de fire lande Rusland, Mongoliet, Kina og Kasakhstan mødes.

## Galleri
- Teletskojesøen
- Ukokplateauet